# Региональная федерация обществ сопротивления Испанского региона
Региональная федерация обществ сопротивления Испанского региона (исп. Federación Regional de Sociedades de Resistencia de la Región Española, FRSR), также известна как Испанская региональная федерация обществ сопротивления (исп. Federación Regional Española de Sociedades de Resistencia, FRE) — анархическая рабочая организация, созданная в Мадриде 13-15 октября 1900 года как попытка образования независимого профцентра, не связанного с Всеобщим союзом трудящихся (ВСТ). Призыв к учредительному съезду был опубликован на страницах журнала «Суплементо а ла Ревиста Бланка» (исп. Suplemento a la Revista Blanca), редактором которого был анархист Федерико Уралес, и поддержан другими известными анархистами.
На учредительном конгрессе были представлены делегаты от 150 обществ рабочего сопротивления, насчитывавших около 52.000 членов.
Второй конгресс состоялся в Мадриде в октябре 1901 с участием 51 делегата, представлявших 57 обществ и 75.000 трудящихся.
После проведения четырех конгрессов, состоявшихся в 1901, 1903 (Мадрид), 1904 (Севилья) и 1905 (Мадрид), Федерация исчезла, и даже новый конгресс, созванный в апреле 1906 г., так и не состоялся. Заключительное коммюнике Федерации было опубликовано в 1907 в Ла-Корунья.